# Kolej dużych prędkości w Azji

Linie szybkich kolei w Azji (stan na 23.09.2017 r.)

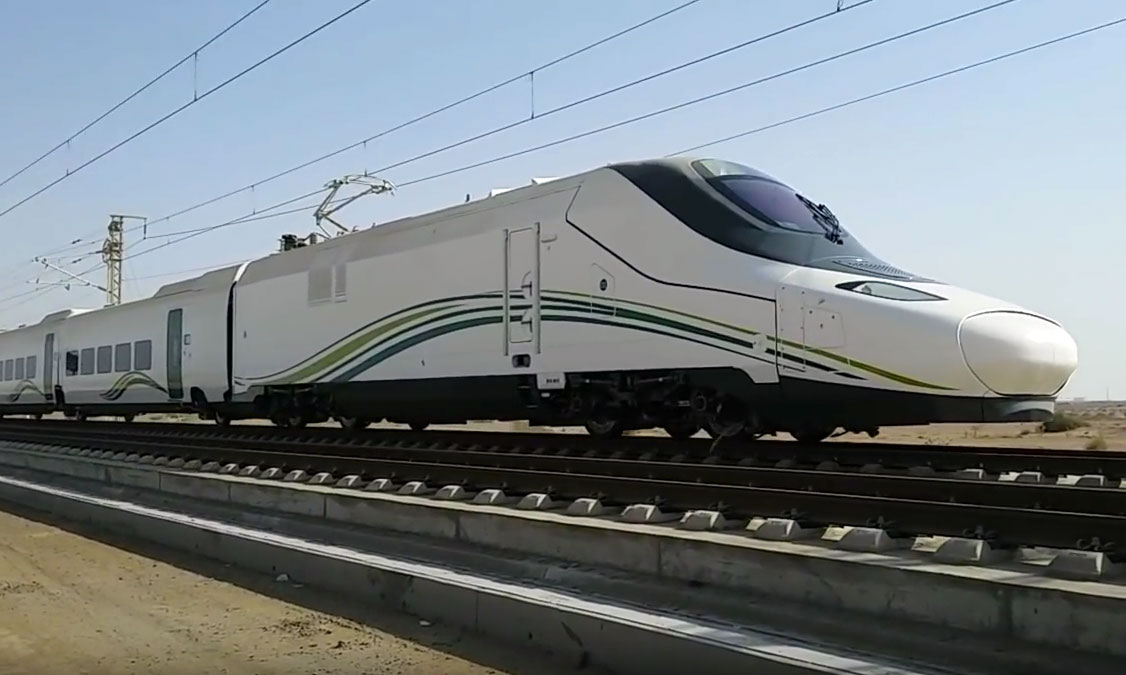
Pociąg Talgo 350 podczas testowania linii Haramain HSR (Arabia Saudyjska)

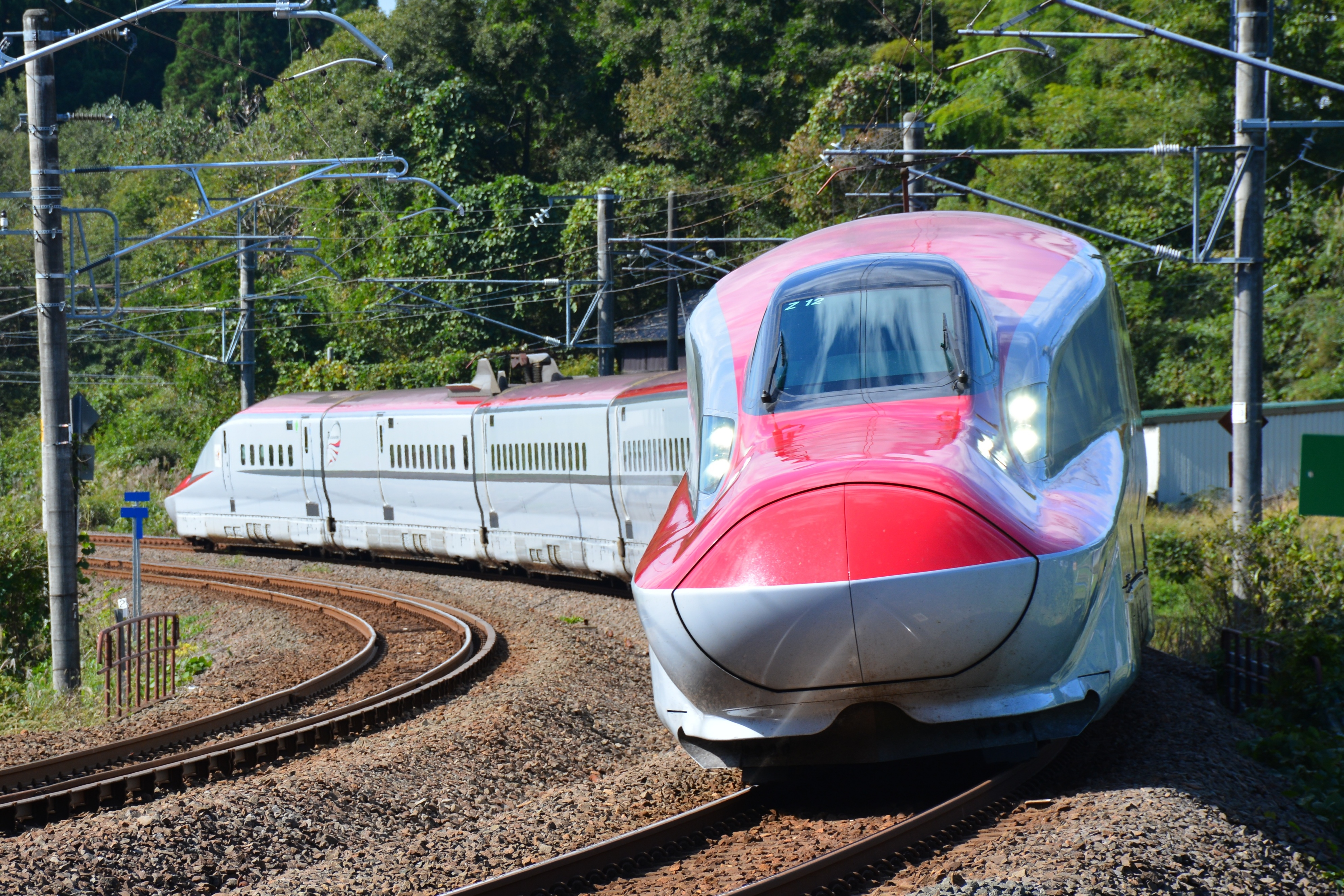
Shinkansen serii E6 (Japonia)

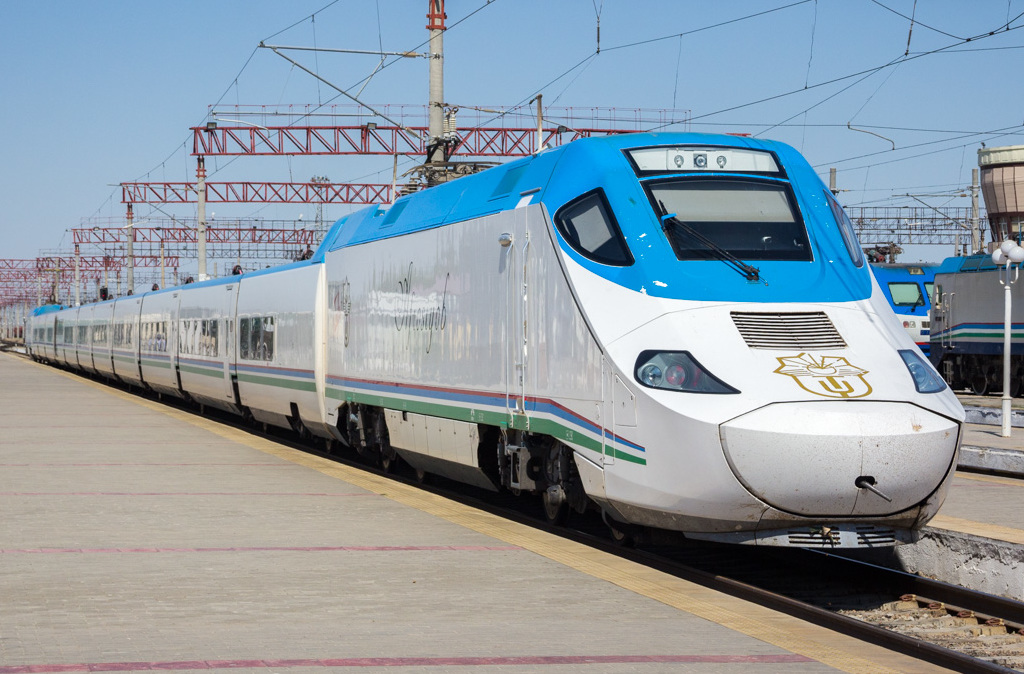
Pociąg Afrosiyab-Talgo 250 (Uzbekistan)

Kolej dużych prędkości w Azji – podsystem kolejowych przewozów pasażerskich charakteryzujący się prędkościami przekraczającymi 250 km/h. Obecnie tylko pięć państw w Azji posiada sieć kolei dużych prędkości: Chiny, Japonia, Korea Południowa, Tajwan i Uzbekistan. Łączna długość linii na koniec sierpnia 2017 roku wynosiła ponad 31 000 km.

## Arabia Saudyjska
Na początek 2018 roku planowane jest oddanie do użytku linii szybkiej kolei Haramain HSR. Trasa o łącznej długości 453 km ma połączyć miasta Mekkę i Medynę. Pociągi mają osiągać maksymalną prędkość operacyjną 300 km/h.

## Indie
W dniu 14 września 2017 roku oficjalnie ogłoszono rozpoczęcie prac nad linią szybkiej kolei łączącą miasta Mumbaj i Ahmadabad. Planowane zakończenie prac na trasie o łącznej długości 508 km jest wyznaczone na 2022 rok. Projekt w 75% będzie sfinansowany z pożyczki udzielonej przez rząd Japonii.

## Iran
W trakcie budowy jest linia szybkiej kolei łącząca miasta Teheran, Kom i Isfahan o długości 410 km, na której pociągi będą mogły osiągać prędkość 250 km/h. W dniu 12 lipca 2017 roku podpisano przedwstępną umowę z włoskim przedsiębiorstwem Ferrovie dello Stato dotyczącej budowy linii szybkiej kolei pomiędzy miastami Arak i Kom o długości 135 km. Rząd chiński w dniu 16 września 2017 roku ogłosił, że udzieli Iranowi kredytu m.in. w wysokości 4,2 miliarda USD na sfinansowanie budowy linii szybkiej kolei z Teheranu do Isfahanu oraz z Teheranu do Meszhedu.

## Uzbekistan
Pierwszą linię kolei dużych prędkości o długości 344 km łączącą Taszkent i Samarkandę oddano do użytku 26 sierpnia 2011 roku. Pociągi operujące pod nazwą Afrosiab osiągają na niej prędkość do 250 km/h. W sierpniu 2016 roku otwarto drugą linię łączącą Samarkandę z Bucharą o długości 259 km.